# Landgericht Hamburg

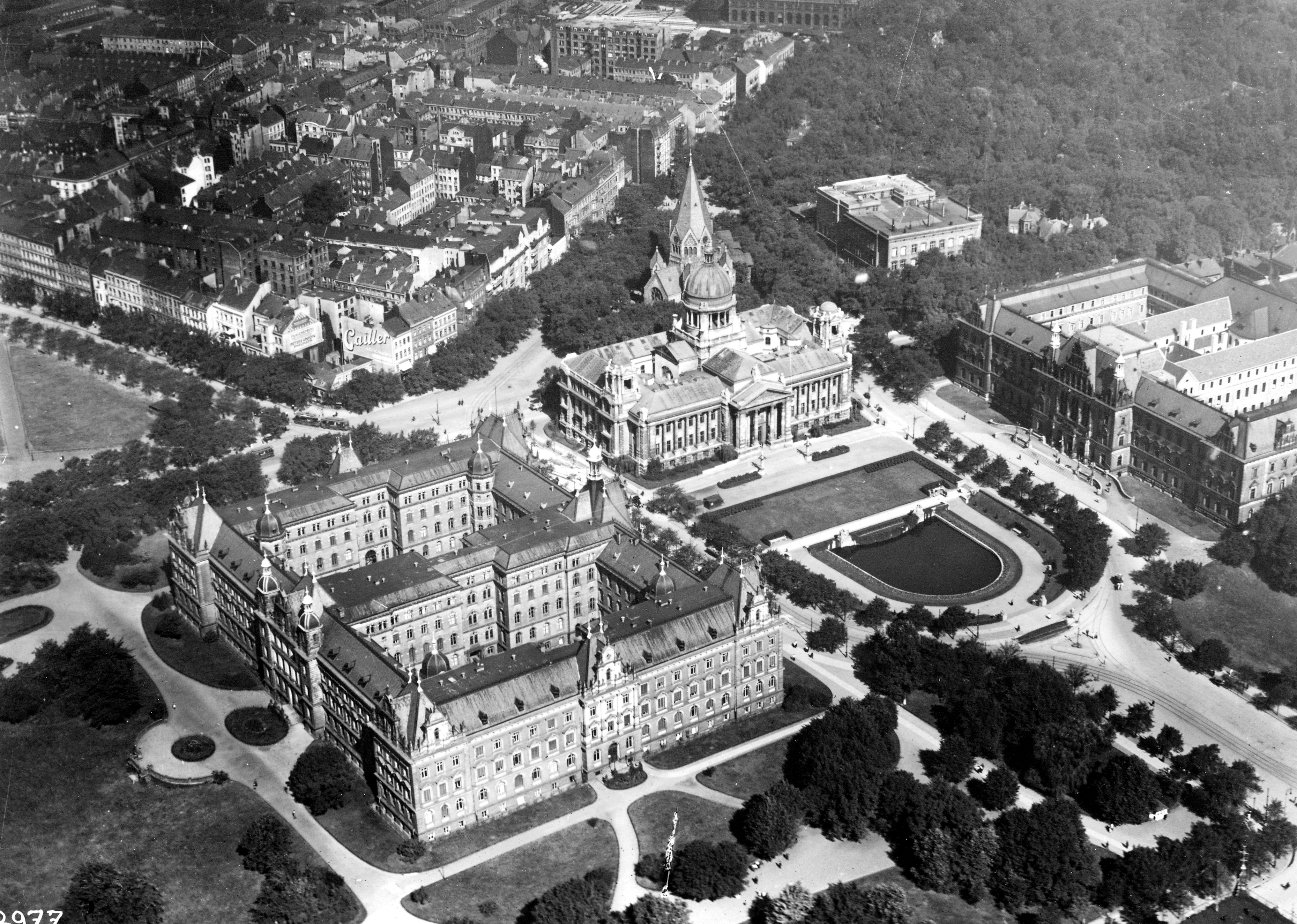
Gelände des Landgerichts Hamburg mit Ziviljustizgebäude (links) und Strafjustizgebäude (rechts). Das Gebäude hinter dem Sievekingplatz und den großen Wallanlagen ist das Hanseatische Oberlandesgericht.

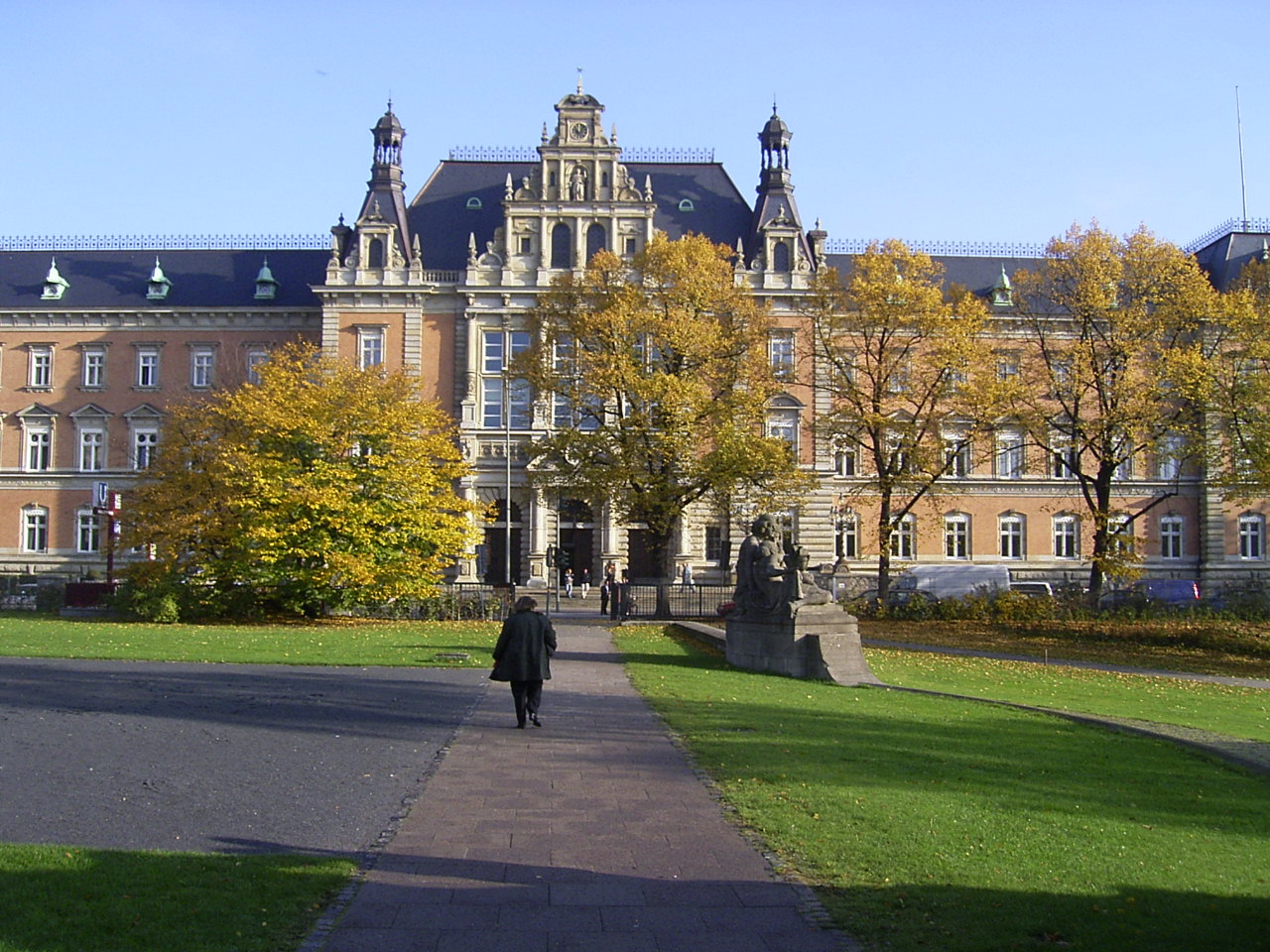
Strafjustizgebäude des Amts- und Landgerichts Hamburg, Sicht vom Sievekingplatz.

Das Landgericht Hamburg ist ein Gericht der ordentlichen Gerichtsbarkeit und das einzige Landgericht im Bezirk des in Hamburg ansässigen Hanseatischen Oberlandesgerichts. Die erste Frau an der Spitze des Landgerichts Hamburg war Konstanze Görres-Ohde, die ihr Amt von 1996 bis 2001 ausübte. Von 2009 bis zu ihrer Pensionierung am 31. März 2018 war Sibylle Umlauf Präsidentin. Von September 2018 bis November 2020 stand Marc Tully an der Spitze des Gerichts.

## Gerichtssitz und -bezirk
Sitz des Gerichts ist die Freie und Hansestadt Hamburg. Der 755 km² große Gerichtsbezirk erstreckt sich auf das gesamte Gebiet des Stadtstaates mit 1.841.179 Einwohnern.
Das Landgericht Hamburg ist außerdem zuständig in Rechtsstreitigkeiten über technische Schutzrechte für das Gebiet der Freien Hansestadt Bremen sowie der Länder Mecklenburg-Vorpommern und Schleswig-Holstein.

## Gebäude
Das Gericht ist am Sievekingplatz 1 (Ziviljustizgebäude) und am Sievekingplatz 3 (Strafjustizgebäude) untergebracht. Das Ziviljustizgebäude, sein Anbau, das gegenüber liegende Strafjustizgebäude mit der angeschlossenen Untersuchungshaftanstalt am Holstenglacis und dem Hanseatischen Oberlandesgericht bilden als Justizforum Hamburg ein denkmalgeschütztes Ensemble.

## Leitung
- Präsidenten
  - 1980 bis 1995: Roland Makowka
  - 1996 bis 2001: Konstanze Görres-Ohde[5]
  - 2002 bis 2008: Kai-Volker Öhlrich
  - 2009 bis 31. März 2018 Sibylle Umlauf[6], ausgeschieden wegen Pensionierung
  - September 2018 bis November 2020: Marc Tully[7]
  - April 2021 bis September 2024: Bernd Lübbe
  - seit 11. September 2024: Birte Meyerhoff

## Über- und nachgeordnete Gerichte
Dem Landgericht Hamburg ist das Hanseatische Oberlandesgericht übergeordnet. Nachgeordnet sind die Amtsgerichte Hamburg, Altona, Barmbek, Bergedorf, Blankenese, Harburg, St. Georg und Wandsbek.

## Bekannte Verfahren
- 1942: Verurteilung von Fritz Walter Tauchau wegen „Rassenschande“ zu drei Jahren Haft. Er wurde noch im gleichen Jahr nach Auschwitz deportiert und dort kurz darauf ermordet.
- 1949/1950: In zwei Verfahren unter Leitung des seinerseits NS-vorbelasteten Richters Walter Tyrolf wurde der NS-Propagandaregisseur Veit Harlan (Jud Süß (1940)) vom Vorwurf der Beihilfe zur NS-Judenverfolgung freigesprochen.
- 1950: Das Landgericht Hamburg untersagte Erich Lüth, zum Boykott eines Filmes Veit Harlans aufzurufen. Das Urteil wurde wegen Verletzung des Grundrechts auf Meinungsfreiheit erst acht Jahre später durch das Bundesverfassungsgericht aufgehoben.
- 1953: Freispruch für den Marineoffizier Rudolf Petersen, der 1945 noch zwei Tage nach der bedingungslosen Kapitulation der Wehrmacht drei seiner Matrosen hatte hinrichten lassen.
- 1962: Freispruch „aus Mangel an Beweisen“ für den SS-Obersturmbannführer Willi Dusenschön, der wegen Ermordung des sozialdemokratischen Journalisten Fritz Solmitz im KZ Fuhlsbüttel angeklagt worden war.
- 1963 bis 1965: Mariotti-Prozesse, bei denen die Angeklagte zunächst verurteilt und später freigesprochen wurde.
- 1985: Im Prozess um die gefälschten Hitler-Tagebücher verurteilte das Gericht Konrad Kujau zu viereinhalb Jahren Haft.
- 1986: Das Gericht verurteilt vier der rund 30 Skinheads, die den Migranten Ramazan Avcı auf offener Straße zu Tode geprügelt haben, wegen Totschlags zu Strafen zwischen drei und zehn Jahren. Mord wurde dabei verneint, da keine niedrigen Beweggründe vorgelegen hätten.
- 1991: Im Verfahren um den rechtswidrigen Polizeieinsatz beim Hamburger Kessel sprach das Gericht gegen die verantwortlichen Polizeiführer wegen 861facher Freiheitsberaubung eine Verwarnung mit Strafvorbehalt aus.
- 1998: Das Landgericht fällt ein Zivilurteil zu Haftung für Weblinks. Viele Betreiber von Webseiten distanzierten sich daraufhin unter Berufung auf das Urteil mit einem Disclaimer pauschal vom Inhalt der von ihnen verlinkten externen Webseiten, da das Gericht angeblich dieses Vorgehen als wirksame Distanzierung von rechtswidrigen verlinkten Inhalten anerkannt hatte. Das Gericht hatte aber im Gegenteil festgestellt, dass es bei der Verlinkung einer fremden Seite von der eigenen Website aus nicht ausreicht, zur wirksamen Distanzierung auf die Eigenverantwortung des Autors der verlinkten Seite hinzuweisen.[8]
- 2001: Freispruch für den Richter und Rechtspopulisten Ronald Schill vom Vorwurf der Rechtsbeugung
- 2004: Das Landgericht Hamburg untersagte dem Springer-Verlag zu behaupten, dass Günter Wallraff Inoffizieller Mitarbeiter der DDR-Staatssicherheit gewesen sei.
- 2019: Im Verfahren gegen den ehemaligen SS-Mann Bruno Dey wegen Beihilfe zum Mord in mindestens 5230 Fällen im KZ Stutthof verhängte es eine Jugendstrafe von zwei Jahren auf Bewährung.

## Pressekammer
Am Landgericht Hamburg existiert eine ganze Reihe von Zivilkammern mit Spezialzuständigkeiten. Die für Streitigkeiten wegen Verletzung des Persönlichkeitsrechts, wegen Verletzung des Ehrenschutzes oder wegen Eingriffs in das Recht am eingerichteten und ausgeübten Gewerbebetrieb unmittelbar durch Veröffentlichungen durch Presse, Film, Rundfunk, Fernsehen oder andere Massenmedien oder durch Meldungen von Presseagenturen zuständige Zivilkammer 24 des Landgerichts Hamburg, die bis 2011 von Richter Andreas Buske und seitdem von der Vorsitzenden Richterin Simone Käfer geleitet wird, ist etwa ab dem Jahr 2000 bundesweit durch eine Rechtsprechung bekannt geworden, die in einem auch unter Experten umstrittenen Maß den Vorrang des Persönlichkeitsrechts vor den Belangen der Presse- und Meinungsfreiheit betont und bei Internet-Veröffentlichungen sehr strenge urheberrechtliche Anforderungen stellt. Aufgrund dieser Besonderheiten und als eine Folge des Prinzips des „fliegenden Gerichtsstands“ werden am Landgericht Hamburg deshalb oft medienrechtliche Fälle verhandelt, bei denen weder Kläger noch Beklagte einen Bezug zu Hamburg haben.

### Kritik
Im Mai 2016 kritisierte der Anwalt Udo Vetter in seinem law-blog ein angebliches „Hamburger Monopol“ als „merkwürdige Konzentration der Deutungshoheit im Äußerungsrecht“. Den Grund, warum „die allermeisten Kläger“ den fliegenden Gerichtsstand dort wählen, sieht er darin, dass „[d]as Landgericht Hamburg […] als die sicherste Bank [gilt], wenn es darum geht, im Äußerungsrecht für die Kläger zu entscheiden. Also im Ergebnis gegen die Meinungsfreiheit.“ Von der Böhmermann-Affäre, in deren Verlauf Recep Tayyip Erdoğan eine einstweilige Verfügung am Landgericht Hamburg beantragte, erhofft er sich „genug Schub, um mal energisch diesen seltsamen fliegenden Gerichtsstand zu hinterfragen. Die Deutungshoheit der Hamburger Justiz über das, was in Deutschland gesagt werden darf und was nicht, gehört jedenfalls auf den Prüfstand.“ Die einstweilige Verfügung gegen Böhmermann und die entsprechende Verurteilung in der Hauptsache hatten jedoch in allen weiteren Instanzen bis hin zum Bundesverfassungsgericht Bestand.